# 交響曲第9番 (ショスタコーヴィチ)
交響曲第9番 変ホ長調 作品70は、ドミートリイ・ショスタコーヴィチが作曲した9番目の交響曲である。

## 概要
第二次世界大戦のさなかに、第7番、第8番の2作品を発表したショスタコーヴィチは、戦後にこの曲を発表した。いわゆる「戦争3部作」の最後の作品である。初演当時は「勝利の交響曲」とも呼ばれたが、前2作とはかけ離れた軽妙洒脱な作品は、ベートーヴェンが作曲したような壮大な「第九」を望んでいた当局の意向に沿わなかった。彼はその後、いわゆるジダーノフ批判を受け、苦境に立たされることとなる。

## 作曲の経緯
前述のとおり、この作品は、第二次世界大戦（ロシアでは「大祖国戦争」）の勝利を祝うために手掛けられた。戦勝が決定的となった1944年11月7日の革命記念日における作曲者の発言には勝利をテーマとする作品の創作をほのめかす部分があり、同年暮れにはその作品に着手したという情報が流れた。翌1945年1月にショスタコーヴィチは生徒のエヴゲーニー・マカロフに作品のスケッチの一部を聞かせ「今度の作品は管弦楽のトゥッティ（総奏）から始まるのさ。」と説明した。おりしも、自身の「祖国の勝利と国民の偉大さをたたえる合唱交響曲を制作中である。」というオフィシャルな発言は、ベートーヴェン以来の「9番」という番号の重要さとともに、周囲に大きな期待を抱かせたのである。4月には友人のイサーク・グリクマンが第1楽章を聞いてその壮大さに感銘を受けたが、ベートーヴェンとの比較に少なからぬプレッシャーを感じているというショスタコーヴィチの言葉をも聞いている。
その直後、創作は一時中断され、5月9日の戦争終結記念式典にも演奏されることはなかった。初期稿は6月末に放棄された。この放棄された初期稿と推定されるオーケストラの断章スコアは2003年に遺稿の中から発見されている。断章は最終的に完成した第1楽章とは調性が同じ変ホ長調であること以外は全く異なるものの、その第2主題は、1945年6月に着手された未完のヴァイオリンソナタの第2主題や後年の交響曲第10番の第1楽章第2主題として再利用されている。この断章は2006年にロジェストヴェンスキーの指揮によりモスクワで初演され、2008年にはマーク・フィッツ＝ジェラルドの指揮により録音されている。
7月に創作が再開され、8月30日に全曲が完成した。9月4日のリハーサル、11月3日の初演となる。初演はおおむね好評であったが、見事に肩透かしをくらわされた政府関係者には、スターリンを揶揄するものと受け止められた。果せるかな「当惑を引き起こし、同時代の感じる理念や感情からほど遠い。・・・皮肉っぽい懐疑主義と様式主義から抜け出していない。」（イズライリ・ネスチエフの批評）といったような悪評が次々と出て、ショスタコーヴィチを袋叩きにし、さらにはジダーノフ批判につながっていくのである。

## 初演
1945年11月3日、エフゲニー・ムラヴィンスキー指揮、レニングラード・フィルハーモニー交響楽団。なお、ムラヴィンスキーが初演したショスタコーヴィチの交響曲の中で、この曲のみ録音が残されていない。
日本初演は1948年3月9日、日比谷公会堂にて上田仁指揮、東宝交響楽団。

## 曲の構成
5つの楽章から構成される。演奏時間は約25分。

### 第1楽章
Allegro、ソナタ形式、変ホ長調、2分の2拍子。
軽やかな弦楽と木管楽器の導入部で始まる。金管楽器の荒々しいファンファーレを過ぎると一転してピッコロによるひょうきんな主題が奏でられる。この主題が第1楽章を支配している。最後は導入部が再現されて唐突に終わる。戦争の終結を素直に祝うかのような洒落た出来である。

### 第2楽章
Moderato - Adagio、二部形式、ロ短調、4分の3拍子。A - B - A - B - コーダ。
クラリネットの虚無感を漂わせる旋律から始まる。基本的に4分の3拍子であるが、旋律の所々にため息のように4分の4拍子が挿入される。

### 第3楽章
Presto、スケルツォ、ト長調、8分の6拍子。A - B - Aの三部形式。
明るい全音階的第一主題が現われ、次いで半音階的な第2主題が続く。中間部ではトランペットが旋律を奏で、タンバリンが加わり華やかさが加わる。やがてゆっくりとした悲しげな調べとなりアタッカで次の楽章に続く。冒頭のクラリネットソロは超絶技巧のひとつである。

### 第4楽章
Largo、変ロ短調、4分の4拍子。
独立した楽章というよりは、第3楽章から第5楽章への受け渡しという側面が強い。突如トロンボーン、チューバのファンファーレが鳴り響く。ファンファーレが終わると、ファゴットのカデンツァが浮かび上がってくる。これを2回繰り返し、ため息のようなパッセージを奏でると、そのまま第5楽章へ突入する。

### 第5楽章
Allegretto、終曲、ロンド・ソナタ形式、変ホ長調、4分の2拍子。
ファゴットが第4楽章から引き続いて、"行進曲"風の第1主題を奏でるが、どこか物悲しさ、心の迷いを含んでいる。その旋律がヴァイオリンに移り、木管による推移となる。再度、第1主題が確保されると、第2主題がハ短調でヴァイオリンによって奏される。展開部は、ホルンの合図によって開始され、4分の3拍子を交え不安定感を加えながら展開していく。提示部の木管の推移を弦楽器が刻み出し、ホルンがシンコペーションで追い立て、やがて最高潮に達する。再現部となり、第1主題がトランペット、トロンボーン、コントラバスのピッツィカートで現れる。提示部のそれとは違い、他の楽器の妙に明るい伴奏に乗って、勇ましく吹き上げる。直後に、第2主題が変ホ長調でヴァイオリンや木管に現れ、これも提示部とは違って、とても明るい。この第2主題がトランペットによって中断されると、急にテンポを上げ、第1主題によるコーダとなる。これも4分の3拍子を交えて不安定に走り、一気に駆け抜けて楽章を閉じる。
この終楽章ではユダヤの民謡旋律がパロディとして含まれている。それは、ナチス・ドイツの崩壊によってもたらされた第2次世界大戦の勝利を描き、ユダヤ人の解放を意図した終楽章であるという解釈がある。

## 楽器編成
| 木管 | 木管   | 金管 | 金管 | 打    | 打                                      | 弦   | 弦 |
| ---- | ------ | ---- | ---- | ----- | --------------------------------------- | ---- | -- |
| Fl.  | 2      | Hr.  | 4    | Timp. | ●                                       | Vn.1 | ●  |
| Ob.  | 2      | Trp. | 2    | 他    | Pitt.、Timb.、Trgl.、Gr.C.、Tamb.Milit. | Vn.2 | ●  |
| Cl.  | 2      | Trb. | 3    | 他    | Pitt.、Timb.、Trgl.、Gr.C.、Tamb.Milit. | Va.  | ●  |
| Fg.  | 2      | Tub. | 1    | 他    | Pitt.、Timb.、Trgl.、Gr.C.、Tamb.Milit. | Vc.  | ●  |
| 他   | Picc.1 | 他   | -    | 他    | Pitt.、Timb.、Trgl.、Gr.C.、Tamb.Milit. | Cb.  | ●  |